# Zavareni spoj
Zavareni spoj predstavlja cjelinu ostvarenu zavarivanjem, koja obuhvaća skrutnuti dio metala šava stvoren taljenjem, te rubne dijelove zavarenih komada. Šav je dio zavarenog spoja nastao taljenjem samo osnovnog metala ili taljenjem osnovnog metala i dodatnog materijala u jednom ili više prolaza. Zavar je dio šava nastao u jednom prolazu zavarivanja. Sloj čini jedan ili više zavara u dijelu šava. U šavu koji se sastoji od više zavara razlikuju se korijeni zavar, zavari popune žlijeba, sljemeni ili pokrivni zavar, te ponekad i završni ili pokrivni korijeni zavar. Korijeni zavar je zavar položen u korijenu žlijeba. Završni ili pokrivni korijeni zavar je, također, korijeni zavar položen sa strane naličja šava, a obično nakon žlijebljenja korijenog zavara. Zavari popune žlijeba polažu se nakon korijenog zavara i služe za ispunjavanje žlijeba, te formiranje šava. Sljemeni ili pokrivni zavar je posljednji zavar u šavu na strani otvora žlijeba.
Na proces nastajanja, kao i na svojstva zavarenog spoja, utječu brojni čimbenici: količina i oblik prijenosa rastaljenog metala, sastojci i značajke dodatnog materijala, zaštita rastaljenog osnovnog i dodatnog metala, dovođenje i odvodenje topline, jakost struje i brzina zavarivanja, plinovi koji iz okolne atmosfere ulaze u rastaljeni metal, i drugo. Kemijske reakcije rastaljenog metala s kisikom, vodikom i dušikom negativno utječu na mehanička i druga svojstva zavarenog spoja. Homogenost se zavarenog spoja može bitno poremetiti pojavom mikro i makropukotina, te zbog raznih nemetalnih uključaka.
U odnosu na tvorbu zavarenog spoja, zavarivanje električnim lukom predstavlja jedan izuzetno složeni proces, s nizom uzajamnih utjecaja i osobitosti. Značajan je utjecaj vrlo visokih temperatura i velike brzine zagrijavanja metala, čak i s preko 1000 °C/s.  Temperature dostižu do 3000 °C, pa i više. Zagrijavanje uzrokuje promjene u metalurškoj strukturi zavarivanog metala i razne kemijske reakcije između rastaljenog metala, plinova iz okolne atmosfere i tekuće troske. Zagrijavanjem metala dolazi do njegovog širenja, pa zatim tijekom hlađenja do stezanja i nastajanja plastičnih deformacija, uz pojavu znatnih zaostalih naprezanja u zavarenom spoju. Mala količina rastaljenog metala, u odnosu na veliku masu zavarivanih dijelova, dovodi do snažnog odvodenja topline iz zone taljenja, uz brzine hladenja i preko 350 °C u minuti. Stoga, pojedine se kemijske reakcije između rastaljenog metala i tekuće troske odvijaju u vrlo kratkom vremenskom rasponu i, vrlo često, ne uspijevaju se u potpunosti okončati.

## Procesi kod nastajanja zavarenog spoja
Kod nastajanja zavarenog spoja djeluju različiti fizikalni, kemijski, metalurški i drugi procesi. Ako je osnovni metal neke manje debljine, njegova je toplinska propusnost i apsorpcijska sposobnost mala, dok je za veće debljine veća. Toplinu odvedenu u okolnu zonu zavarivanog metala potrebno je nadoknaditi na samom mjestu zavarivanja tj. u zoni taljenja metala, da bi se tako održavala odgovarajuća veličina kupke taline. Vrlo visoke temperature procesa, ponekad i do 6000 °C, dovode do disocijacije ili raspadanja molekula plina kisika i dušika, te molekula vodene pare. Nastali jednoatomni kisik, dušik i vodik intenzivno ulaze u rastaljeni metal. Stoga, mora se osigurati odgovarajuća zaštita, kako električnog luka, tako i zone taljenja na mjestu zavarivanja.

### Utjecaj kisika na zavareni spoj
Vrlo česti proces kod zavarivanja metala je oksidacija. Kod zavarivanja čelika prvenstveno oksidira željezo, pa su mogući sljedeći procesi oksidacije:
2 Fe + O2 ˂=˃ 2 FeO;
Fe + O ˂=˃ FeO;
3 Fe + 2 O2 ˂=˃ Fe3O4;
4 Fe + 3 O2 ˂=˃ 2 Fe2O3.
U procesu oksidacije željeza aktivno sudjeluju i plin ugljikov dioksid (CO2) i vodena para (H2O), koji mogu ući u prostor električnog luka, pa tada imamo:
Fe + CO2 ˂=˃ FeO + CO;
Fe + H2O ˂=˃ FeO + H2;
Dobiveni ugljikov monoksid (CO) je vrlo otrovan plin i tijekom zavarivanja potrebno je osigurati dobru isisnu ventilaciju. Dvoatomna se molekula vodika H2 kod visokih temperatura zavarivanja dalje raspada i kao jednoatomni vodik intenzivno ulazi u reakcije s rastaljenim metalom. Svako ulaženje kisika i vodika u zonu električnog luka i rastaljenog metala posebice je nepoželjno, te je to u praksi zavarivanja potrebno sprječavati. Kisik oksidacijom metala snižava čvrstoću i udarnu žilavost. Dušik će ulaskom u metal sniziti njegovu udarnu žilavost i rastezljivost, a nastajanje nitrida posebice povisuje tvrdoću. Fe4N izlučuje se na granicama kristala, pa tako dolazi do prekida kontinuiteta između kristala, narušavanja homogenosti metala, porasta krhkosti, ubrzavanja procesa starenja, i dr. Da bi se omogućio izlazak plinova iz metala, ponekad je potrebno produžiti vrijeme hlađenja postupkom dogrijavanja zavarenog spoja.

### Utjecaj vodika na zavareni spoj
Vodik svojim otapanjem u metalu zavara, najčešće uzrokuje pojavu pukotina i poroznosti. Ako ima otopljenog vodika u talini, koji nije uspio izaći dok je metal bio još u potpuno rastaljenom stanju, na površini skrutnutog metala zavara ostat će sitne pore (tzv. ‘’riblje oči’’). U takvim je slučajevima nužno poduzeti mjere za smanjenje količine vodika, primjerice primjenom posebnih elektroda s bazičnom oblogom. Približno kod 2500 °C maksimalna zasićenost čelika vodikom iznosi 43 cm3 u 100 grama metala (obujamski 100 g čelika predstavlja oko 13 cm3). Povratkom u normalne temperaturne uvjete poraste parcijalni tlak vodika, čak i do 100 MPa (oko 1000 bara). Takvi unutarnji tlakovi mogu dovesti do znatno povećane krhkosti i pucanja zavarenih spojeva. Izvori vodika pri izvođenju zavarivanja mogu biti: vlažni okolni zrak, površina zavarivanih dijelova ili obloga elektrode ili prašak.

### Zona taljenja
Pod djelovanjem intenzivnog dovođenja topline nastaje kupka potpuno rastaljenog metala, odnosno talina ili zona taljenja. Hlađenjem taline započinje skrućivanje metala zavara i stvaranje prvih kristala na granici taljenja, odnosno na polurastaljenim kristalnim zrnima ili klicama kristalizacije (dendritima). Proces kristalizacije može se odvijati brže ili sporije. U slučaju bržeg odvijanja procesa i kraćeg ukupnog trajanja hlađenja, nastaju samo sitni kristali. Kod sporijeg hladenja i dužeg trajanja hlađenja nastat će krupniji kristali. Zbog svega navedenoga potrebno je ostvariti odgovarajuću zaštitu električnog luka i rastaljenog metala od ulaska plinova iz okolne atmosfere, i to korištenjem: suhih i kvalitetnih obloženih elektroda, čija će obloga stvarati zaštitne plinove i odgovarajuću trosku; praška za prekrivanje električnog luka, gdje prašak predstavlja izravnu zaštitu, te stvara zaštitne plinove i trosku; praškom punjenih žica; zaštitnih plinova kako čistih inertnih i aktivnih plinova, tako i njihovih mješavina. Zaštitni plinovi sprječavaju ulazak kisika, dušika i vodika u zonu električnog luka. Da bi se postigla zadovoljavajuća zaštita, plinski omotač mora biti što gušći, a gustoća će biti veća što je kraći električni luk.
Taljenjem vrha elektrode nastaju kapljice rastaljenog dodatnog metala, a izgaranjem obloge elektrode i dodatnih praškova nastaje tekuća troska i plinovi. Tekuća troska obavija kapljice rastaljenog metala za vrijeme njihovog prolaza kroz zonu električnog luka sve do ulaska u samu talinu.

## Struktura zavarenog spoja
U strukturi zavarenog spoja uobičajeno se mogu razlikovati sljedeće karakteristične zone: zona taljenja (ZT), zona utjecaja topline (ZUT), te zona nepromijenjenog osnovnog metala.

### Zona taljenja
Zona taljenja (ZT) predstavlja dio zavarenog spoja određen granicama taljenja unutar kojih se je osnovni metal potpuno istalio, uz udjel rastaljenog dodatnog metala. U zoni taljenja dostignu se vrlo visoke temperature, hlađenje metala najduže traje, a nastala metalurška struktura najviše ovisi o samom načinu izvodenja zavarivanja. Strukturu u toj zoni čine, najčešće, krupna kristalna zrna, a u slučaju višeslojnog zavarivanja nastaje normalizirana sitnozrnata struktura.

### Zona utjecaja topline
Zona utjecaja topline (ZUT) nalazi se izvan granica taljenja u rubnim dijelovima osnovnog metala i predstavlja zonu u kojoj je, zbog utjecaja povišenih temperatura, došlo do značajnih strukturnih promjena osnovnog metala, a s time i do promjena u mehaničkim i drugim
svojstvima zavarenog spoja. Kod zavarivanja čelika područje dostignutih temperatura kod kojih dolazi do izraženijih strukturnih promjena, tj. zona utjecaja topline (ZUT), uzima se u rasponu od 723 do 1523°C.
Unutar čitave zone utjecaja topline dolazi do različitih metalurških promjena i, sukladno njihovim osobitostima, mogu se razvrstati u sljedeća karakteristična područja:
- područje pregrijanja, koje se nalazi izravno uz granicu taljenja; uglavnom krupna zrna, smanjena elastičnost i udarna žilavost metala,
- područje normaliziranja, odnosno žarenja; sitnija zrna i poboljšana mehanička svojstva zavarivanog čelika,
- područje djelomičnog prekristaliziranja; mogu se pojaviti vrlo tvrda mjesta, kao i pogoršana mehanička svojstva.

## Vrste zavarenih spojeva
Žlijeb čine obrađeni ili neobrađeni, najčešće, rubni dijelovi osnovnog metala, na mjestu pripremljenom za njihovo spajanje, odnosno izvodenje zavarivanja. Oblik i dimenzije žlijeba mogu biti različiti, a odabir odgovarajućeg oblika žlijeba ovisit će o debljini materijala koje treba zavariti, primijenjenom postupku zavarivanja, položaju zavarivanja, vrsti i namjeni spoja, i drugo. Iako se u praksi susreće i upotrebljava više različitih oblika žljebova, gotovo svi žljebovi imaju neke zajedničke elemente.
Priprema žljebova za zavarivanje može se izvoditi mehaničkom obradom ili rezanjem različitim postupcima. Kod mehaničke obrade, priprema rubova izvodi se posebnim strojevima i prikladnim alatom, npr. noževima, diskovima, škarama i dr., koji daju traženi oblik rubova zavarivanih dijelova. U praksi se najčešće koristi rezanje plinskim plamenom, a zastupljeni su, također i, postupci rezanja plazmatskim lukom, laserskim snopom, te elektrolučno rezanje ugljenom ili šupljom čeličnom elektrodom, uz dovođenje stlačenog zraka. Kod rezanja plinskim plamenom, primjenjuje se poseban plamenik za rezanje i odgovarajuća mješavina plinova, najčešće kisika i acetilena (ili butane). Samo rezanje i priprema rubova može se izvoditi ručno ili strojno.

### Sučeljni spoj
Sučeljni spoj nastaje zavarivanjem dijelova čiji se krajevi sučeljavaju i međusobno zatvaraju kut koji može biti između 160º i 200º, a najčešće je 180º. Dimenzioniranje sučeljnog spoja ne predstavlja poseban problem, jer je debljina tj. dimenzija šava određena debljinom osnovnog metala. S velikom pažnjom moraju biti pripremljeni rubovi spoja, da bi se omogućilo dobro protaljivanje uz minimalne deformacije i naprezanja u spojevima. Jednostavno se provjerava i rendgenski snima, a zavarivanje se može izvoditi s jedne strane ili dvostrano.

### Preklopni spoj
Priprema spoja preklapanjem rubova je jednostavna i ne zahtijeva posebice točno podešavanje dijelova koji se spajaju. Preklopni spoj zavaren s obje strane može biti podvrgnut znatno većim opterećenjima od spoja zavarenog samo s jedne strane.

### Kutni spoj
Kutni spoj može biti izveden zavarivanjem samo s jedne strane ili s obje strane, a predstavlja prikladno rješenje i za zavarivanje relativno debljih dijelova. Izvedba kutnog spoja moguća je bez skošavanja stranice ruba zavarivanog elementa, a isto tako s jednostranim ili dvostranim skošenjem. Kutni spoj s jednostranim skošenjem obično se koristi kod spajanja limova debljine do 12 mm, kada se zavarivanje izvodi samo s jedne strane, dok su kutni spojevi s dvostranim skošenjem primjereni za debljine do 40 mm, pa i više.

### Križni spoj
Poseban oblik kutnog spoja predstavlja križni spoj, koji ima sve elemente zajedničke s jednostavnim kutnim spojem, a osnovna mu je značajka da ima jedan kontinuirani element, dok se drugi prekida i nastavlja s druge strane spoja. Križni spoj najčešće se koristi kod većih metalnih konstrukcija, npr. brodova i raznih kutijastih konstrukcija s unutrašnjim uzdužnim i poprečnim elementima.

### Kutni rubni spoj
Kutni rubni spojevi nalaze svoju primjenu, najčešće, u sklopovima pojedinih strojnih dijelova, kućišta, kutijastih konstrukcija, i slično.

### Prirubni spoj
Prirubni spojevi prvenstveno se koriste za tanke limove, do najviše 4 mm debljine, te za manje opterećene spojeve. Kod takvog se rješenja spajanja, posebnim prirubljivanjem limova, dobiva ukupna širina polja za polaganje zavara jednaka dvostrukoj debljini spajanih dijelova, a to predstavlja znatno olakšanje zavarivaču pri vođenju izvora topline i kontroliranju taline.